# Вероника кривоногая
Веро́ника кривоно́гая (лат. Veronica campylopoda) — однолетнее травянистое растение, вид рода Вероника (Veronica) семейства Подорожниковые (Plantaginaceae).

## Распространение и экология
Территория бывшего СССР: Южное Закавказье (Араратская долина, Нахичеванская Республика, окрестности Баку), почти вся Средняя Азия и южная половина Казахстана, на север до озера Индер, верховьев Эмбы, рек Иргиз, Сарысу и озера Зайсан, отсутствует на Восточном Памире и Южном Тянь-Шане, а также в некоторых пустынных районах; Азия: восточная часть Турции, Сирия, Ливан, Израиль, Ирак, Иран, Афганистан, Пакистан (запад), Индия (Кашмир), Китай (Кашгария, Джунгария).
Растёт на щебнистых и мелкозёмистых склонах, подгорных равнинах и конусах выносов, реже в лёссовых и песчаных пустынях, часто как сорное, в горах редко выше 2000 м над уровнем моря, более характерна для предгорий и нижнего пояса.

## Ботаническое описание
Растение высотой 5—15 см, коротко и преимущественно железисто-волосистое, с тонкими корнями.
Стебли прямостоячие, простые или ветвистые, заканчивающиеся кистевидными соцветиями.
Стеблевые листья супротивные, иногда очерёдные, продолговато-ланцетные, длиной 5—12 мм, шириной 2—5 мм. Нижние — на коротких черешках, по краю неявственно зазубренные или мелко и редкопильчатые; остальные цельнокрайные, более менее опушённые. Прицветные листья узколинейные, острые, цельнокрайные или слабо зубчатые, значительно отличаются от стеблевых.
Кисть редкая, с 8—12 цветками, позднее удлиняющаяся; цветоножки нитевидные, равны или в несколько раз длиннее чашечки и прицветников, при плодах дуговидно изогнутые и отогнутые вниз; доли чашечки очень коротко попарно сросшиеся у основания, узколанцетные или линейные, длинно и тонко заостренные, голые или с редкими железистыми волосками, с одной ясной жилкой и с двумя неясными боковыми. Венчик длиной 2—3 мм, почти вдвое короче чашечки, синий или бледно-голубой.
Коробочка сплюснутая, несколько короче чашечки или почти равна ей, длиной около 3 мм, шириной 4 мм, почти до основания разделённая на две обратнояйцевидные лопасти, железистоволосистая. Семена продолговато-яйцевидные, длиной до 1 мм, ладьевидно вогнутые, сверху резко поперечно морщинистые, суженные к одному концу.

## Таксономия
Вид Вероника кривоногая входит в род Вероника (Veronica) семейства Подорожниковые (Plantaginaceae) порядка Ясноткоцветные (Lamiales).
|  |                                      |  |                                                             |                                                             |                          |  | ещё 21 семейство (согласно Системе APG II) | ещё 21 семейство (согласно Системе APG II) |                         |  |  |  | ещё от 300 до 500 видов |
|  |                                      |  |                                                             |                                                             |                          |  | ещё 21 семейство (согласно Системе APG II) | ещё 21 семейство (согласно Системе APG II) |                         |  |  |  | ещё от 300 до 500 видов |
|  |                                      |  |                                                             | порядок Ясноткоцветные                                      |                          |  |                                            |                                            | род Вероника            |  |  |  |                         |
|  |                                      |  |                                                             | порядок Ясноткоцветные                                      |                          |  |                                            |                                            | род Вероника            |  |  |  |                         |
|  | отдел Цветковые, или Покрытосеменные |  |                                                             |                                                             | семейство Подорожниковые |  |                                            |                                            | вид Вероника кривоногая |  |  |  |                         |
|  | отдел Цветковые, или Покрытосеменные |  |                                                             |                                                             | семейство Подорожниковые |  |                                            |                                            |                         |  |  |  |                         |
|  |                                      |  | ещё 44 порядка цветковых растений (согласно Системе APG II) | ещё 44 порядка цветковых растений (согласно Системе APG II) |                          |  |                                            | ещё 90 родов                               | ещё 90 родов            |  |  |  |                         |
|  |                                      |  |                                                             | ещё 44 порядка цветковых растений (согласно Системе APG II) |                          |  |                                            |                                            | ещё 90 родов            |  |  |  |                         |